# Just Because!
Just Because! (ジャストビコーズ Jasutobīkōzu?) es una serie de Anime dirigida por Hajime Kamoshida y producida por el estudio Pine Jam. Sentai Filmworks ha licenciado la serie y la transmitirá por el servicio de streaming de Amazon, Anime Strike en los Estados Unidos.

## Argumento
La historia se centra en los sentimientos de un grupo de estudiantes de secundaria que se acercan a la graduación, y la aparición repentina de Eita Izumi, un estudiante de transferencia que cambia sus vidas.

## Personajes

### Principales
Eita Izumi (泉 瑛太 Izumi Eita?)
Voz por: Aoiii Ichikawa
Un estudiante transferido que vuelve a su ciudad natal después de 4 años.
Mio Natsume (夏目 美緒 Natsume Mio?)
Voz por: Karin Isobe
Mio era compañera de clase de Eita y Haruto durante la secundaria. Ella planea inscribirse en la universidad y está estudiando duro para que eso suceda. Sus sentimientos no correspondidos por un fracaso de la escuela media todavía la influyen.
Haruto Sōma (相馬 陽斗 Sōma Haruto?)
Voz por: Taishi Murata
Un miembro del equipo de béisbol que ya ha conseguido un trabajo después de la graduación. Él y Eita son amigos de la infancia.
Hazuki Morikawa (森川 葉月 Morikawa Hazuki?)
Voz por: Yuna Yoshino
Hazuki es un miembro de la banda de conciertos escolares que ya ha decidido en su universidad preferida. Ella no se destaca en clase, y parece desinteresada en las relaciones románticas.
Ena Komiya (小宮 惠那 Komiya Ena?)
Voz por: Lynn
Ena es un estudiante de segundo año, y miembro del club de fotografía que está cerca de ser disuelto. Para salvar su club, planea participar en un concurso de fotografía.

### Otros
Yoriko Inui (乾 依子 Inui Yoriko?)
Voz por: Arisa Sakuraba
Sanae Takahashi (高橋 早苗 Takahashi Sanae?)
Voz por: Yuka Nukui
Momoka Suzuki (鈴木 桃花 Suzuki Momoka?)
Voz por: Reina Kondo
Mayuko Satō (佐藤 真由子 Satō Mayuko?)
Voz por: Sayaka Senbongi
Junpei Saruwatari (猿渡 順平 Saruwatari Junpei?)
Voz por: Kōhei Amasaki
Rikuto Ishigaki (石垣 陸生 Ishigaki Rikuto?)
Voz por: Shōta Yamamoto
Tōru Shimizu (清水 徹 Shimizu Tōru?)
Voz por: Junichi Yanagita
Kaoru Yamaguchi (山口 薫 Yamaguchi Kaoru?)
Voz por: Daiki Kobayashi
Watanabe-sensei (渡辺先生 Watanabe Sensei?)
Voz por: Tōru Ōkawa

## Media

### Anime
Kiseki Himura diseñó los personajes, Atsushi Kobayashi dirigió la animación con el guion de Hajime Kamoshida. Hiroyuki Yoshii adaptó el arte de Kiseki a la animación. Keisuke Fukunaga produjo la serie. Pine Jam produjo la animación. Se estrenó el 5 de octubre de 2017 en AT-X, Tokio MX, TV Kanagawa, MBS y el bloque de programación de BS Fuji, Anime Guild. Nagi Yanagi sirve como productor de música, además de realizar el tema de apertura titulado "Over and Over", mientras que Karin Isobe, Yuna Yoshino y Lynn realizando el tema final "behind".

#### Lista de episodios
| #  | Título                                   | Estreno                 |
| -- | ---------------------------------------- | ----------------------- |
| 1  | «¡En sus marcas!»                        | 5 de octubre de 2017    |
| 2  | «Pregunta»                               | 12 de octubre de 2017   |
| 3  | «Andante»                                | 19 de octubre de 2017   |
| 4  | «Pleno funcionamiento»                   | 26 de octubre de 2017   |
| 5  | «Rocas rodantes»                         | 2 de noviembre de 2017  |
| 6  | «Reiniciar»                              | 9 de noviembre de 2017  |
| SP | «Inesperadamente, viaje de sólo porque!» | 16 de noviembre de 2017 |
| 7  | «Día de nieve»                           | 23 de noviembre de 2017 |
| 8  | «Alto rango dinámico»                    | 30 de noviembre de 2017 |
| 9  | «Respuesta»                              | 7 de diciembre de 2017  |
| 10 | «El fin de la infancia»                  | 14 de diciembre de 2017 |
| 11 | «Rotonda»                                | 21 de diciembre de 2017 |
| 12 | «¡Prepárate, vamos!»                     | 28 de diciembre de 2017 |

### Novela
Una adaptación de la Novela seria del Anime fue lanzado en Kadokawa 's Da Vinci revista a partir edición de octubre de 2017 (publicado el 6 de septiembre). El primer capítulo cuenta la trama del Anime del prólogo. Atsushi Kobayashi está ilustrando la serie.
| N.º | Fecha de lanzamiento    | ISBN original          |
| --- | ----------------------- | ---------------------- |
| 1   | 25 de noviembre de 2017 | ISBN 978-4-04-893384-1 |

### Manga Web
Una serie de Manga Web Spin-Off ilustrada por Kamaboko RED se actualiza todos los días la cuenta oficial de Twitter del Anime. Cada capítulo tiene dos páginas.